# B.C. Rich

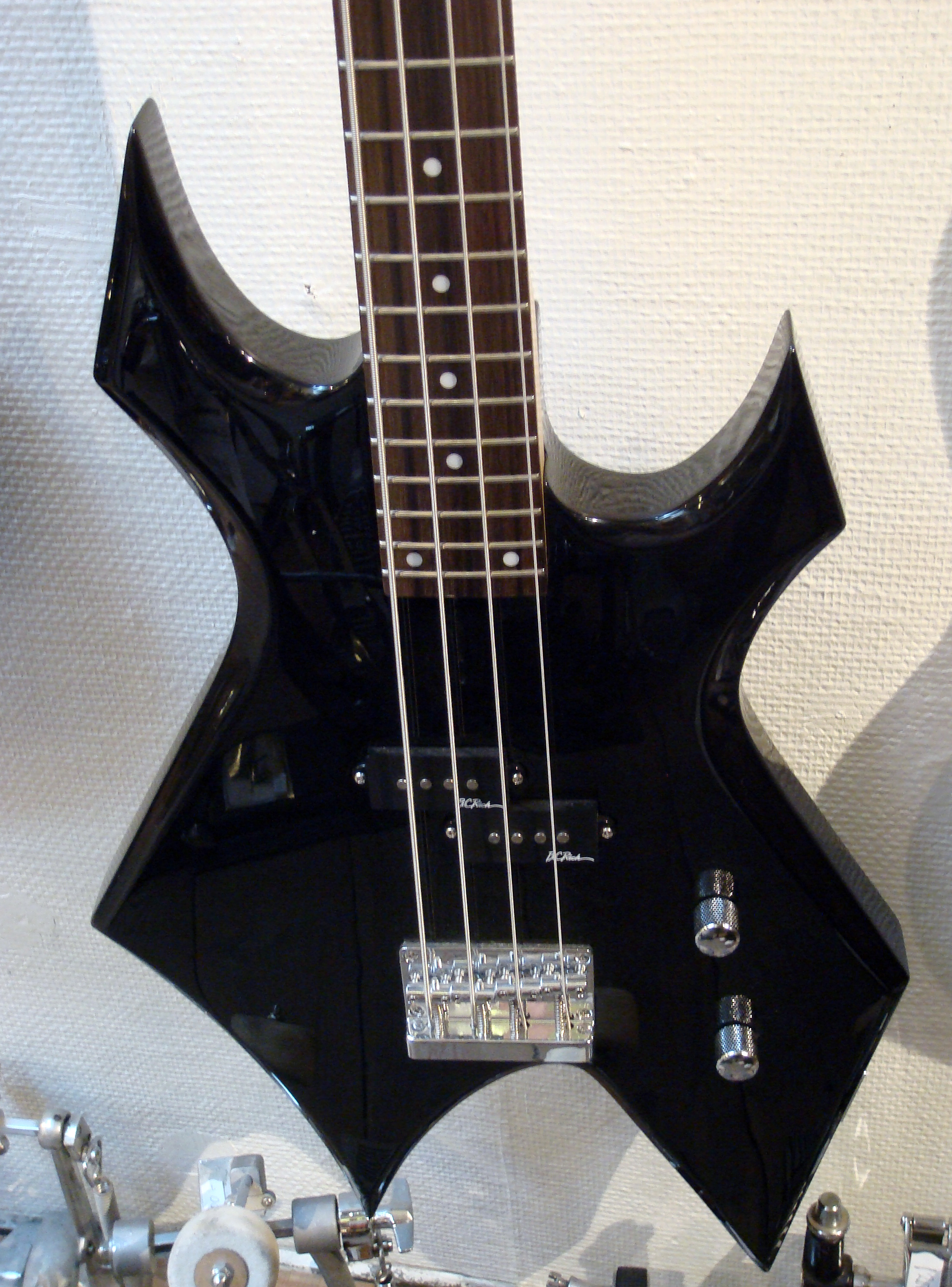
Бас-гітара «B.C. Rich» Warlock Bronze Series, крупний план корпусу у формі Warlock

B.C.Rich — компанія, виробник електро та бас-гітар. Стали відомі завдяки нестандартним підходам до дизайну корпусів. Ці гітари найпопулярніші серед прихильників музики «важких» стилів.

## Історія
Компанія заснована в 1974 році Бернардо Чавесом Ріко (ісп. Bernardo Chavez Rico), і спочатку її діяльність була спрямована на ремонт класичних та іспанських гітар. Потім Бернардо зайнявся суцільнокорпусними гітарами, а згодом став випускати Les Paul-подібні гітари під логотипом BCRich. Далі під цією маркою були випущені гітари з формами корпусів з самими різними назвами — такими як: Bich, Eagle, Seagull, Stealth, Warbeast, Warlock, Mockingbird, і багато інших. Різноманітність форм корпусів і якість виробів стали основними факторами, що забезпечили подальшу популярність гітар BCRich.
На даний момент марка BCRich належить компанії The Hanser Music Group, розташованої в штаті Кентуккі, США. Основні виробництва підприємства розташовані в даний момент в країнах Південно-Східної Азії.

## Форми корпусів
- Assassin/ASM [1]
- Beast
- Bich
- Blaster (Tele shape)
- Condor (Similar to an Eagle)
- Conte
- Daggerman
- Death'r
- Draco
- Eagle
- Exclusive
- Explorer
- Fat Bob (Harley Gas tank)
- Firebird
- Gunslinger
- Hydra
- Ignitor
- Innovator
- Ironbird
- Jazzbox (hollowbody)
- Jr. V
- KKV
- MAG
- Marion
- Meegs
- Mockingbird
- Mockingbird II
- Nighthawk
- Outlaw
- Punisher
- Seagull
- Seagull II
- Stealth
- ST
- ST iii
- Thunderbird
- Thunderbolt
- Virgin
- Virgo
- Warbeast
- Warpig (SG)
- Warlock
- Warlock II
- Wave
- Widow
- Wrath
- Zombie